# بيت وارد
بيت وارد هو لاعب كرة قاعدة كندي، ولد في 26 يوليو 1937 في مونتريال في كندا.

## وصلات خارجية
- بيت وارد على موقع دوري كرة القاعدة الرئيسي (الإنجليزية)
- بيت وارد على موقعبيزبول رفرنس.كوم (الدوري الرئيسي) (الإنجليزية)
- بيت وارد على موقعبيزبول رفرنس.كوم (الدوري الثانوي) (الإنجليزية)